# Ковас (Каунас)
Стрілецька команда «Ковас» Каунас (лит. Šančių šaulių Kauno Kovas) — колишній литовський футбольний клуб з Каунаса, що існував у 1921—1944 роках.

## Досягнення
- А-ліга
  - Чемпіон (6): 1924, 1925, 1926, 1933, 1935, 1936
  - Срібний призер (4): 1922, 1931, 1937, 1939
  - Бронзовий призер (1): 1923.